# Colmar Grünhagen
Colmar Grünhagen, född 2 april 1828 i Trebnitz, död 27 juli 1911 i Breslau, var en tysk historiker.
Grünhagen studerade en tid under Leopold von Ranke i Berlin, blev 1863 föreståndare för statsarkivet i Breslau och redaktör för "Zeitschrift des Vereins für Geschichte und Alterthum Schlesiens". År 1866 utnämndes han till extra ordinarie professor i historia vid universitetet, 1873 till arkivråd och 1886 till geheimearkivråd samt fick 1901 avsked som arkivdirektor. 
Utöver nedanstående skrifter utgav Grünhagen i urkundssamlingarna "Codex diplomaticus Silesiæ" och "Scriptores rerum silesicarum" en mängd värdefulla källskrifter för Schlesiens äldre historia.